# Montigny-Lengrain
Montigny-Lengrain – miejscowość i gmina we Francji, w regionie Hauts-de-France, w departamencie Aisne.
Według danych na styczeń 2014 roku gminę zamieszkiwało 688 osób, a gęstość zaludnienia wynosiła 60 osób/km².